# زنی با یک کلاغ در کنار پرتگاه
زنی با یک کلاغ در کنار پرتگاه (یا زن با کلاغ روی پرتگاه؛ به آلمانی: Die Frau mit dem Raben am Abgrund) چاپی است متعلق به حوالی سال ۱۸۰۳–۱۸۰۴ که توسط نقاش رمانتیسم آلمانی، کاسپار داوید فریدریش، خلق شده است. این اثر به‌صورت چاپ چوبی توسط برادر او، کریستیان فریدریش، که نجار و سازنده مبلمان بود، در همان زمان تهیه شده است.
این تصاویر مضامینی مانند فقدان، رهاشدگی، تنهایی، کوتاهی زندگی و مرگ را تداعی می‌کنند. برای رسیدن به این تأثیر، فردریک از تصاویر کابوس‌وار استفاده می‌کند، از جمله جنگلی گوتیک از درختان بی‌حاصل که شاخه‌هایشان گویی بازوهای مردگان است، یک غراب لاشخور تنها، که به شیوه‌ای تقریباً کودکانه کشیده شده و تصاویر قصه پریان را به یاد می‌آورد.

## پیشینه

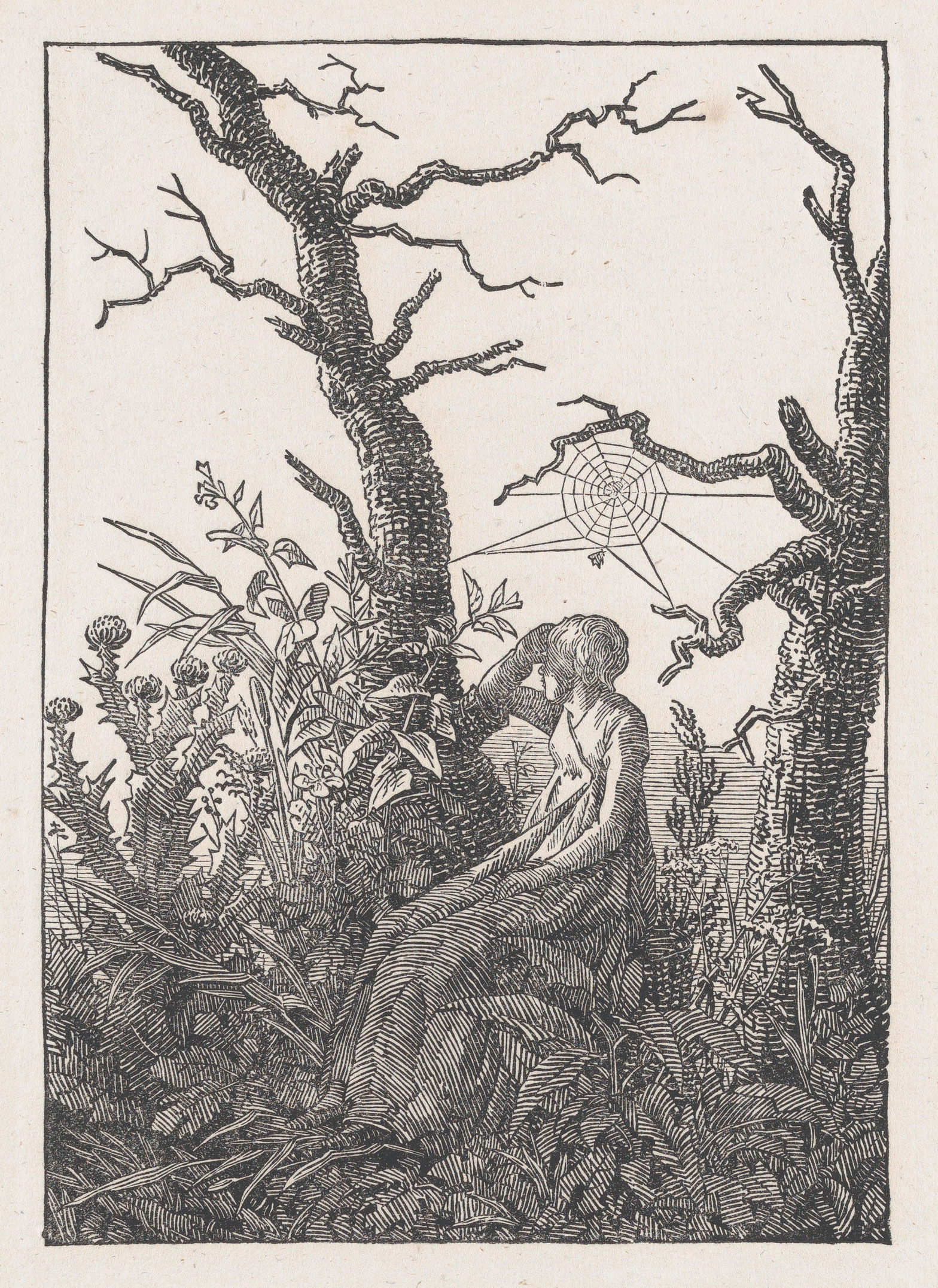
زنی با تار عنکبوت، ۱۸۰۳ طراحی (کاسپار)، سپس حکاکی روی چوب (کریستین)

این یکی از چهار نقاشی فردریک است که برادرش به صورت بلوک برش داده است، اگرچه تیره‌تر است و اغلب به عنوان قطعه‌ای همراه با نقاشی/تراش چوبی سال ۱۸۰۳ با اندازه‌ای تقریباً مشابه، «زنی با تار عنکبوت»، دیده می‌شود.
مانند آن اثر، این تصویر ممکن است تحت تأثیر داستان‌های لودویگ تیک، به ویژه افسانهٔ او در سال ۱۷۹۷ با عنوان «اکبرت بلوند» باشد، که شامل بخش‌هایی است که در آن برتا، همسر اکبرت، توسط شوهرش رها می‌شود و در قلهٔ کوهی دورافتاده گرفتار می‌شود، در حالی که او با حسرت به لحظاتی از دوران جوانی‌شان می‌اندیشد.

## توضیحات

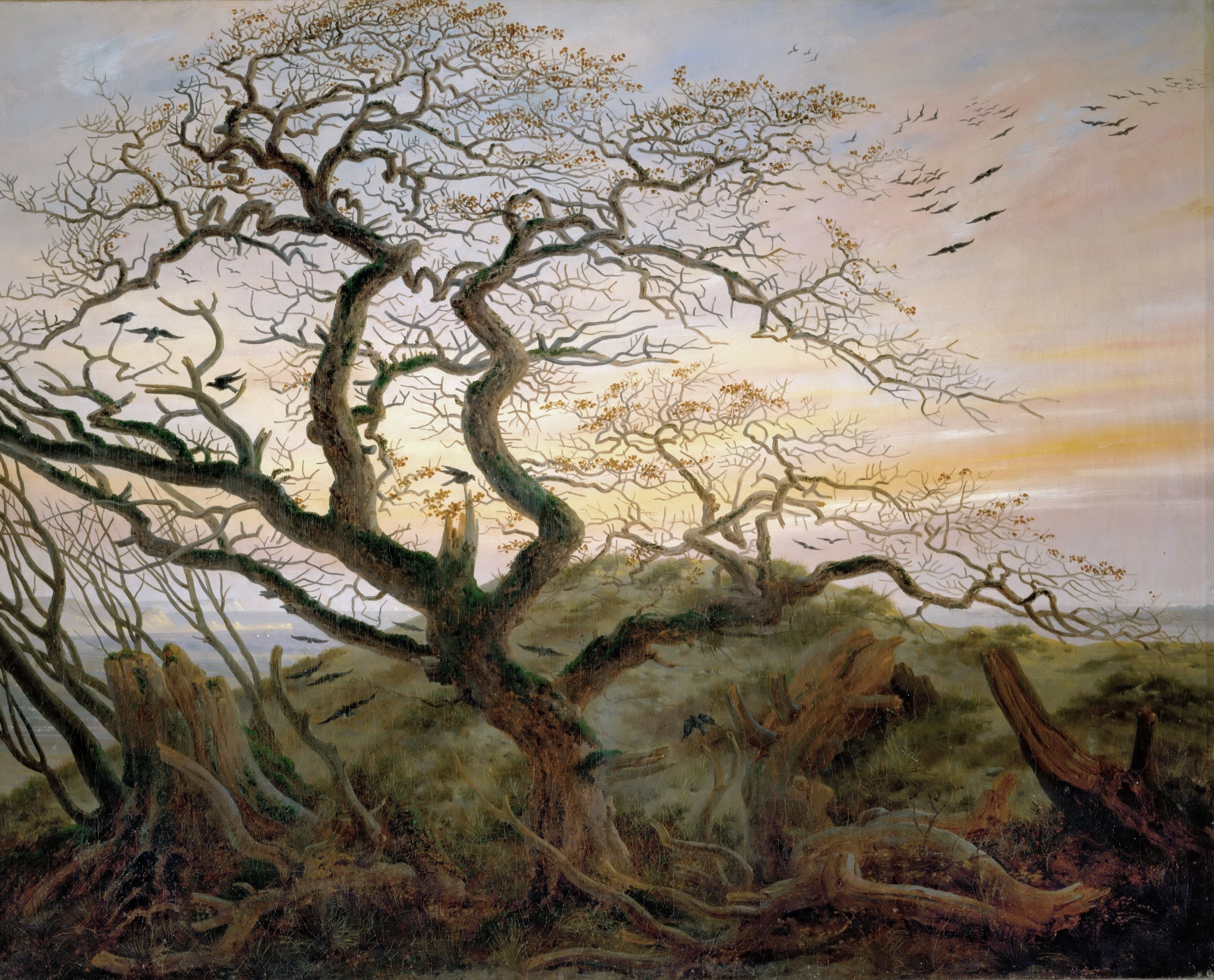
کاسپار داوید فریدریش، درخت زاغ‌ها، حدود ۱۸۲۲. موزه لوور

این شخصیت مسن‌تر از زن در نقاشی «تار عنکبوت» است و حالتی بسیار مضطرب‌تر دارد. او در لبه یک پرتگاه ایستاده و به سمت بیننده برگشته است، در حالی که بازوی چپ خود را به جلو دراز کرده است. پشت سر او یک درخت کاج قرار دارد و یک کلاغ بزرگ که نماد مرگ یا ناامیدی است، روی شاخه‌های درخت خشکیده کنار او نشسته است.
در اطراف او نمادهایی از گذرایی زندگی و مرگ دیده می‌شود، همچنین اشیاء فیزیکی دیگری که به انزواهای جسمی و عاطفی اشاره دارند، از جمله درختان افتاده، کلاغ‌ها و مار مارپیچی. آلبرت بویما، مورخ هنر قرن بیستم، دربارهٔ این تصویر می‌نویسد که این اثر «زن وحشی و پریشان‌حالی را در لبه پرتگاهی تند نشان می‌دهد که شاخه‌ای را مانند یک پارو گرفته، در حالی که کلاغی چنگ می‌اندازد و مار پیچی در طرف دیگر شاخه‌اش می‌خزد.»
فریدریش بعدها در نقاشی خود، درخت زاغ‌ها، که حدود سال ۱۸۲۲ میلادی کشیده شده است، کلاغ‌های شوم را به تصویر کشید، جایی که پرندگان در حال پرواز در مقابل یک درخت بلوط پیچ خورده و گورستان دوران نوسنگی نشان داده شده‌اند.